# Cooköarnas herrlandslag i fotboll
Cooköarnas herrlandslag i fotboll representerar Cooköarna i fotboll. Laget började spela den 2 september 1971, då man föll med 0-30 borta mot Tahiti vid Stillahavsspelen.